# 陈广俊
陈广俊（1966年6月—），河南尉氏县人，中国政治人物。1985年2月加入中国共产党，1989年6月参加工作，2009年任职珠海市投资促进局局长、党组书记、珠海市香洲区委常委、副区长及区政府党组副书记；2013年7月至2015年9月任职珠海市香洲区区长及区委副书记。